# Буторська волость
Буторська (Ташликська) волость — історична адміністративно-територіальна одиниця Тираспольського повіту Херсонської губернії.
У 1890-і роки волосне правління перенесене з Буторів у Ташлик, волость перейменовано у Ташликську.
Станом на 1886 рік складалася з 4 поселень, 4 сільських громад. Населення — 6364 особи (3211 чоловічої статі та 3153 — жіночої), 1310 дворових господарств. Площа — 219,69 км2.
|                     | Площа, десятин | У тому числі орної, дес. |
| ------------------- | -------------- | ------------------------ |
| Сільських громад    | 18618          | 14067                    |
| Приватної власності | —              | —                        |
| Казенної власності  | 1130           | 15                       |
| Іншої власності     | 360            | 235                      |
| Загалом             | 20108          | 14317                    |

Основні поселення волості:
- Бутори — село при річці Дністер за 29 верст від повітового міста, 1938 осіб, 414 дворів, православна церква, школа, 2 лавки, базари по вівторках.
- Ташлик — село при річці Дністер, 1665 осіб, 331 двір, православна церква, школа, земська станція, лавка.
- Шибка — село, 2445 осіб, 492 двори, православна церква, школа, 3 лавки.